# Caserma difensiva del Malamot

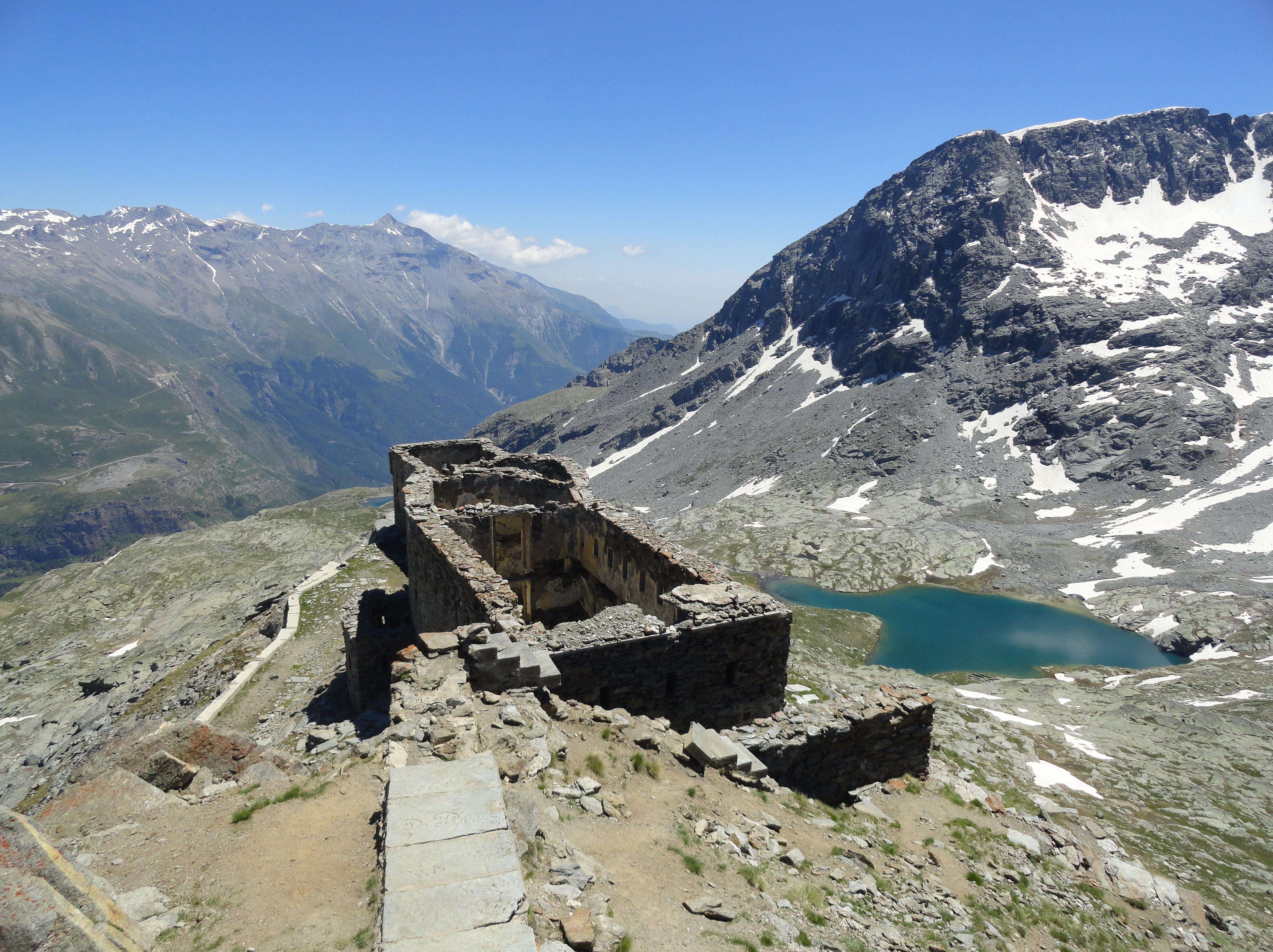
La caserma difensiva vista dal suo osservatorio. Sullo sfondo il Rocciamelone (a sinistra) e il Monte Giusalet (a destra). Il lago ai piedi di quest'ultimo e il Lago Bianco

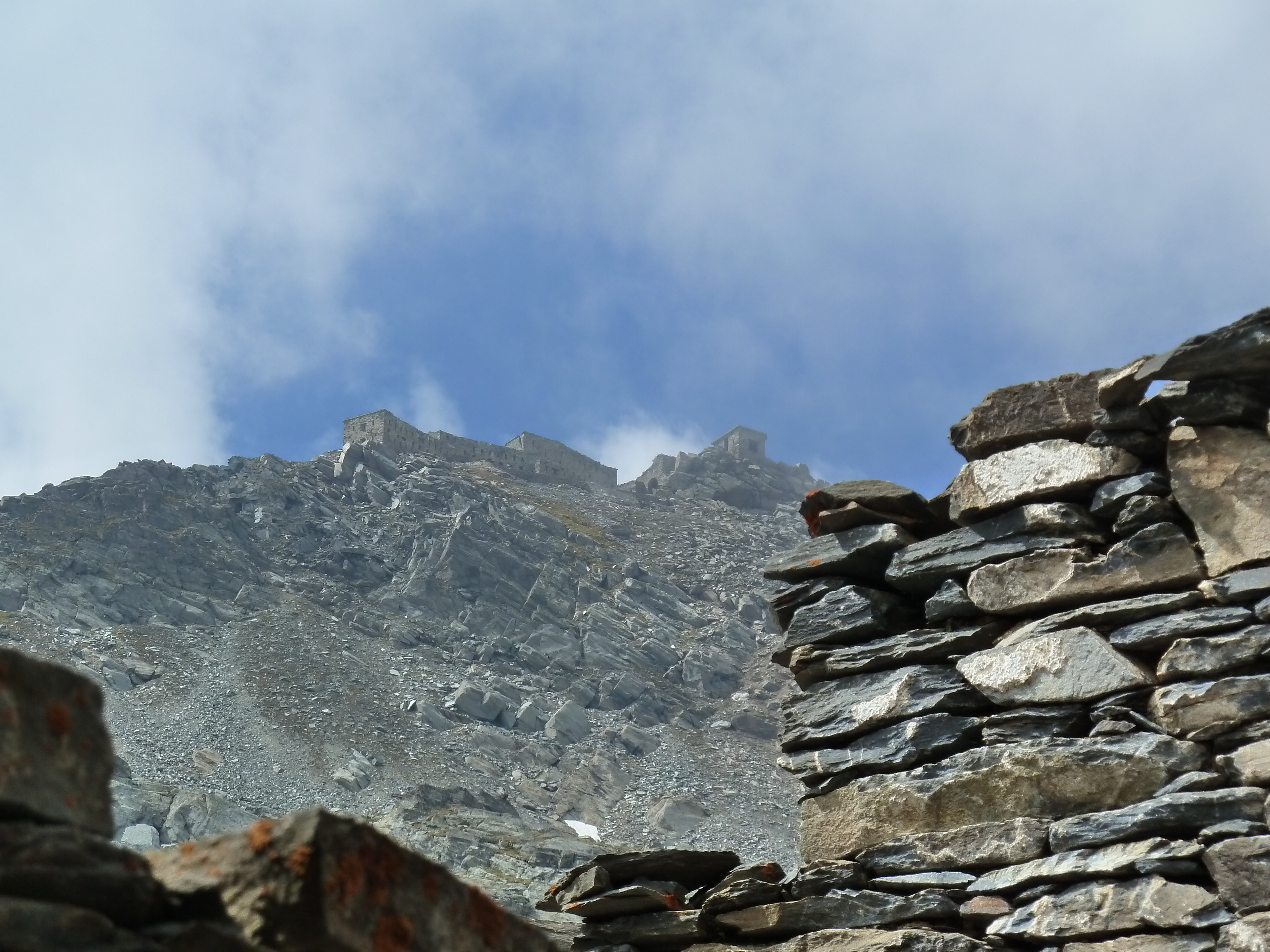
I resti della caserma difensiva in cima al monte Malamot visti dall'interno di uno dei ricoveri del Giaset

La caserma difensiva del Malamot (Ancien fort du Malamot in francese) è una struttura militare che venne edificata nel 1889 in prossimità della vetta del monte Malamot per contrastare eventuali attacchi nemici che potessero sopravvenire dalla zona del lago Bianco e dal versante settentrionale del monte Pattacroce. L'edificio e le sue attinenze erano serviti dalla strada militare Bivio Varisello-Giaset-Malamot, lunga circa 8.700 metri ed attualmente non più percorribile nella sua interezza con mezzi a motore.

## Pianta
La caserma difensiva venne costruita nel 1889 sulla sommità del monte Malamot e fino alla costruzione della batteria dello Chaberton, iniziata nel 1898, era la costruzione militare a quota più elevata nel territorio italiano (2914 m s.l.m.). Era una costruzione a due piani in muratura di pietra, con getti di calcestruzzo che reggevano le putrelle di acciaio posizionate per reggere i pavimenti ed il tetto; tutto l'edificio era composto da tre corpi di fabbrica distinti che seguivano l'andamento montuoso del terreno. Aveva due file di feritoie per la difesa ravvicinata dei fucilieri e, sui lati maggiori, vi erano due caponiere per le 4 mitragliatrici di cui era dotata la caserma. La struttura era inoltre dotata di 2 cannoni 75A che, normalmente ritirati, potevano essere posizionati sulla piazzola semicircolare posta sul fronte sud-orientale, ed era in comunicazione telefonica con la batteria Pattacroce, posta ad una quota inferiore, e con il forte Varisello sul pianoro del Moncenisio.
A nord-ovest vi era un camminamento in scalini, in parte protetto, che conduceva all'osservatorio dell'opera, posto sulla cima del monte Malamot a pochi metri dal cippo di confine allora ivi presente. Tale osservatorio, abbandonato in seguito all'abbandono dell'intera caserma, è stato poi nuovamente utilizzato, negli anni trenta, come osservatorio per il centro 6, l'opera in caverna del Vallo alpino occidentale ricavata nella roccia proprio al di sotto della caserma difensiva.
Contestualmente alla costruzione della caserma venne costruita, su un rilievo a nord-est del Colletto del Malamot, la Batteria in barbetta Malamot, un'opera formata da 2 sezioni rivolte a nord-ovest che doveva venir in appoggio ai cannoni della caserma difensiva e che era armabile con 12 cannoni 149G in modo da coprire tutta la zona del Colle del Piccolo Moncenisio. Annessi a questa batteria erano stati costruiti 2 edifici destinati ad essere il magazzino munizioni ed un ricovero (il ricovero nº 4) per gli uomini a servizio dei 12 cannoni. Altre batterie in appoggio a quelle in cima al monte Malamot erano state edificate a quote più basse: una, a quota 2863 m s.l.m., era una batteria di appoggio armabile con 2 pezzi mentre un'altra, costruita nel 1897, poteva ospitare fino a 5 pezzi suddivisi in 3 distinte sezioni.
Lungo la strada militare di accesso al monte vennero anche costruite, nel 1891, le batterie di appoggio delle Frassere Alte, armate con 8 cannoni 15 GRC/Ret mentre, a quota 2680 m s.l.m., vennero costruiti, tra il 1889 ed il 1899, i 3 ricoveri del Giaset, edifici in muratura capaci di ospitare ciascuno 20 uomini e 5 ufficiali e posti in una postazione strategica sul colle Giaset, valico di confine tra Italia e Francia ed importante via di comunicazione tra la zona del Lago Bianco e l'alta val Savine che permetteva l'aggiramento delle opere esistenti al Moncenisio.

## La caserma oggi

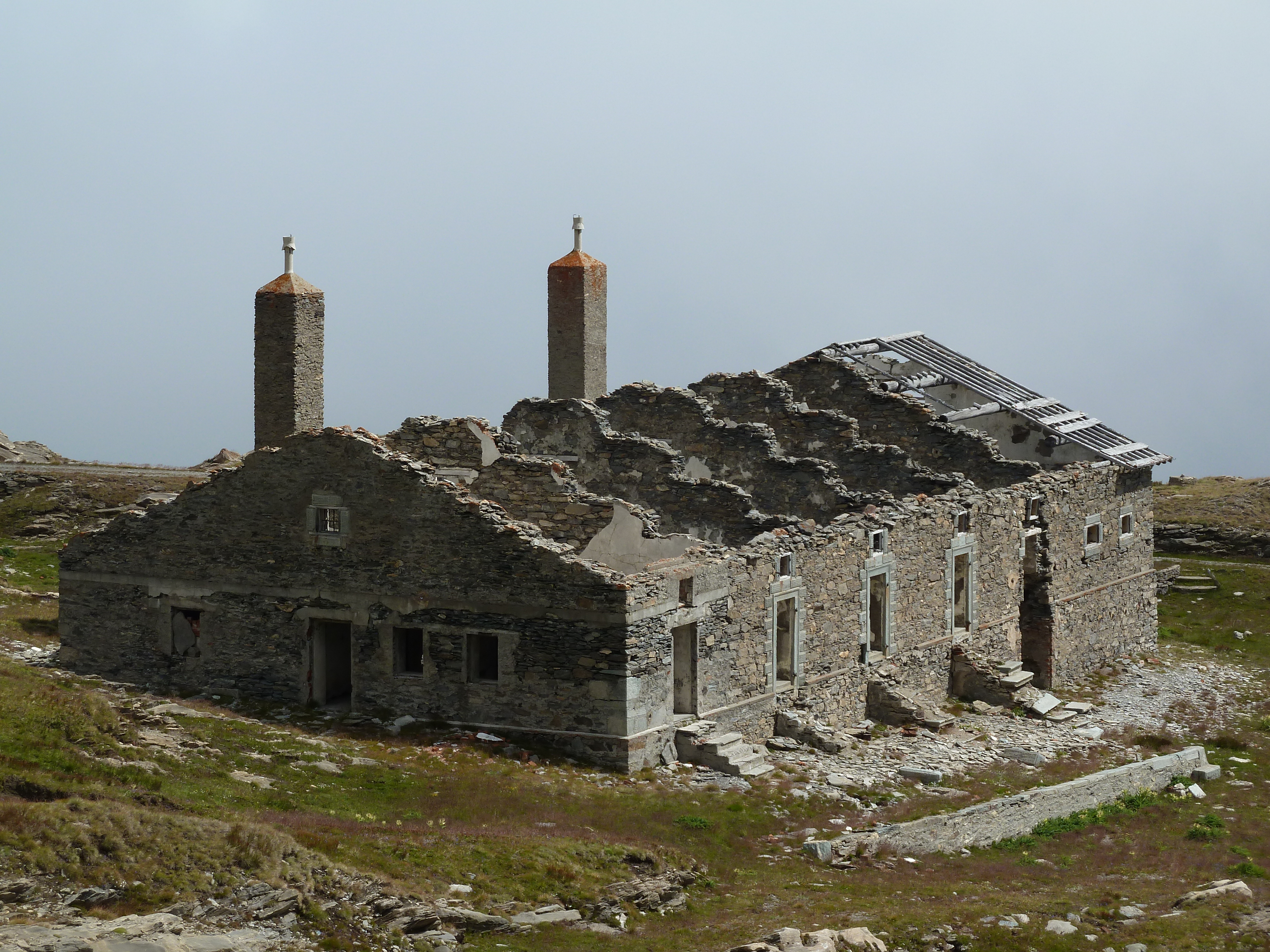
I resti di uno dei ricoveri del Giaset

In seguito alla sconfitta dell'Italia nella seconda guerra mondiale ed alle condizioni del trattato di Parigi, la zona del Moncenisio con le sue adiacenze venne ceduta alla Francia e, di conseguenza, anche il monte Malamot.
La caserma, già in stato di abbandono nel periodo della seconda guerra mondiale, è attualmente in cattivo stato di conservazione: sono presenti i muri perimetrali con le fessure per le finestre e le feritoie, ma nulla è rimasto dei pavimenti dei 3 edifici né, tanto meno, del tetto. La scalinata per l'osservatorio sulla punta del monte è ancora presente, così come l'osservatorio stesso, protetto, negli anni trenta, da una torretta in cemento armato in quanto riutilizzato come osservatorio della sottostante opera in caverna.
Sui muri della caserma sono presenti targhe che commemorano l'anno di apertura, la quota di costruzione, la ditta costruttrice ed il nome dell'opera (caserma Malamot), mentre sulle rocce circostanti numerose sono le incisioni lasciate a memoria dagli uomini di presidio.
Stessa sorte è toccata alle varie batterie ausiliarie ed ai Ricoveri del Giaset, dei quali non restano che i muri perimetrali, le pietre decorative poste a contorno di porte e finestre, pietre con indicazioni sul numero di camerata e nomi ed alcuni disegni sui muri interni.